# Group Sounds (album)
Group Sounds è un album in studio del gruppo musicale statunitense Rocket from the Crypt, pubblicato nel 2001.

## Tracce
1. Straight American Slave
2. Carne Voodoo
3. White Belt
4. Out of Control
5. Return of the Liar
6. Heart of a Rat
7. Venom Venom
8. Savoir Faire
9. S.O.S.
10. Dead Seeds
11. This Bad Check Is Gonna Stick
12. Spitting
13. Ghost Shark

## Formazione
- Speedo (John Reis) - chitarra, voce
- ND (Andy Stamets) - chitarra, cori
- Petey X (Pete Reichert) - basso, cori
- Apollo 9 (Paul O'Beirne) - sassofono, cori
- JC 2000 (Jason Crane) - tromba, cori
- Atom (Adam Willard) - batteria
- Ruby Mars (Mario Rubalcaba) - batteria (tracce 1, 3, 5, 8, 10, 14-16)
- Jon Wurster - batteria (tracce 2, 4, 6, 7, 9, 11-13)
- Jim Dickinson - piano (traccia 13)